# Eparchia di Čerepovec

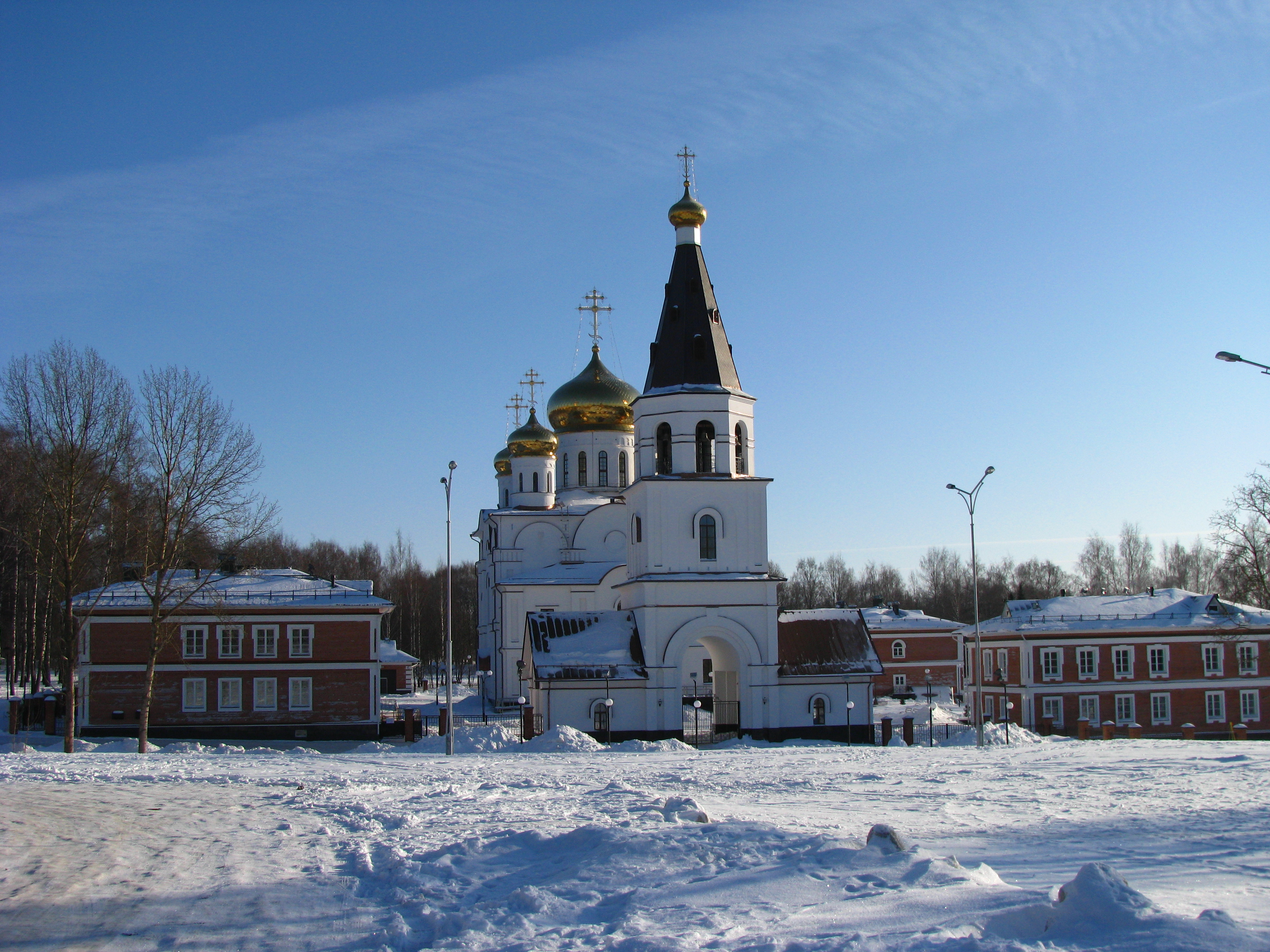
La cattedrale dei Santi Atanasio e Teodosio di Čerepovec.

L'eparchia di Čerepovec (in russo Череповецкая епархия?) è una diocesi della Chiesa ortodossa russa, appartenente alla metropolia di Vologda.

## Territorio
L'eparchia comprende la città di Čerepovec e i rajon Čerepoveckij, Babaevskij, Kadujskij, Ustjuženskij, Belozerskij, Vytegorskij, Čagodoščenskij e Vaškinskij nella oblast' di Vologda nel circondario federale nordoccidentale.
Sede eparchiale è la città di Čerepovec, dove si trova la cattedrale dei Santi Atanasio e Teodosio.
L'eparca ha il titolo ufficiale di «eparca di Čerepovec e Belozersk».

## Storia
L'eparchia è stata eretta dal Santo Sinodo della Chiesa ortodossa russa il 23 ottobre 2014, ricavandone il territorio dall'eparchia di Vologda.